# 仁水隧道
仁水隧道為「台9線蘇花公路山區路段改善計劃」（蘇花改）和中-大清水段的其中一座隧道，穿过花蓮縣和仁至大清水的中央山脈右岸山，長度為2948公尺，是蘇花改計劃中唯一可通行機車及自行車的隧道，亦是唯一的單孔雙向隧道。隧道內亦擁有機車專用行車道，隧道內限速60公里（但隧道兩端洞口路段250公尺處維持原速限50公里）。此隧道於2020年2月15日竣工，2020年1月6日下午4點通車，目前開放小客車、大客車、機車及大貨車上路。

## 路線簡介及設計長度
本計畫路線自和仁車站南側（台9線里程約167k+720處）以長約2.9公里的仁水隧道至大清水溪，再銜接既有台9線的太魯閣國家公園大清水遊憩區（台9線里程約171k+500處）。此段路線大部分路段皆為隧道，位於太魯閣國家公園內之一般管制區及特別景觀區內，附近有台鐵清水隧道通過。
本標段路線長約3.3公里，其中仁水隧道長約2.9公里，清水溪橋0.3公里，路堤路塹段約0.1公里。

## 工程資訊及施工內容
此隧道列入「C2標 仁水隧道新建工程」進行施工，設計/監造單位為中興工程顧問公司，承包廠商為大陸工程。
仁水隧道在2014年6月17日動工，安全疏散通道亦於2014年6月1日動工，在全體工作人員的努力下，仁水隧道全線於2018年11月13日貫通(是蘇花改計劃中最後一個貫通的隧道)，而仁水隧道的排氣排煙隧道亦於2019年4月28日開挖破鏡出洞。
仁水隧道貫通後再進行主隧道襯砌、隧道內的台階施作、避難聯絡通道襯砌、在避難聯絡通道裏安裝照明系統及通訊設備，還須進行通風隔板施作、新建排煙排氣機房、進行排煙排氣機房襯砌等工程，另外須在主隧道内安裝水霧支管及噴流風機，此外此隧道的所有土建工程及機電工程同步施工。
此隧道配合蘇花改全線通車已於2020年1月6日下午4點正式通車，初期先開放小客車、大客車及機車上路，通車後再進行後續工程，後續工程亦已於2020年2月15日竣工。

## 隧道歷史及預定時程
- 2015年4月1日，仁水隧道主隧道正式動工。
- 2015年6月1日，仁水隧道安全疏散通道正式動工。
- 2018年11月13日，仁水隧道全線貫通。
- 2020年1月6日下午4點，仁水隧道開放小客車及大客車通行。
- 2020年2月15日，仁水隧道全線於當天竣工。
- 2023年2月18日，仁水隧道將速限從原本的50公里提高為60公里（但隧道兩端洞口路段250公尺處維持原速限50公里）。

## 隧道內的設施
仁水隧道設置以下設施（用途或設施內設有的設備，設置該設備的位置）:
- 通風隔板（火燒車時可將濃煙排走）及通風機防（位於隧道外）
- 避難聯絡通道（內部設置通訊設備及照明系統）及避難空間
- 避難聯絡通道出入口設有「逃生小綠人」及協助逃生的燈光
- 噴流風機及水霧支管（有需要時可噴水降低火場温度）
- 排煙排氣機房
- 緊急停車處
- 安全疏散通道
- 機車專用的行車線
- 區間測速系統（通車時未啟用，於2022年2月26日上午8時啓用[9]）